# Strigocuscus
Strigocuscus är ett släkte i familjen klätterpungdjur (Phalangeridae) med två kända arter.
De nu levande arterna är:
- Strigocuscus celebensis lever på Sulawesi (Celebes) och mindre öar i närheten, som Sangir Islands och Siau.
- Strigocuscus pelengensis förekommer på två mindre öar öster om Sulawesi, Peleng och Taliabu.

Pälsen är på ovansidan grå eller rödbrun och på undersidan ljusare. Liksom flera andra klätterpungdjur har de ett litet avrundat huvud, framåtriktade ögon och en tät ullig päls. Dessa djur har två motsättliga fingrar vid varje hand och en gripsvans. Arterna når en kroppslängd mellan 29 och 38 centimeter, en svanslängd mellan 25 och 37 centimeter samt en vikt omkring 1100 gram. Påfallande är den stora tredje premolaren i överkäken.
Individerna vistas huvudsakligen i skogar på träd. De är aktiva på natten och lever troligen i par. Antagligen består födan huvudsakligen av blad och frukter.
Släktets position i systematiken är omstritt. Tidigare räknades arterna till släktet kuskusar (Phalanger). Sedan räknades ytterligare tre arter till Strigocuscus (S. rothschildi, S. ornatus och S. gymnotis) men de flyttades tillbaka till Phalanger. Dessutom finns två utdöda arter i släktet, S. notialis och S. reidi.